# Laurel und Hardy: Jene fernen Berge
Jene fernen Berge (Originaltitel: Them Thar Hills; Alternativtitel: Jene fernen Hügel, Selige Campingfreuden) ist ein US-amerikanischer Slapstickfilm aus dem Jahr 1934. Die Hauptrollen spielen Stan Laurel und Oliver Hardy. Außerdem wirken Billy Gilbert, Mae Busch und Charlie Hall in dem Film mit. Der Film wurde am 21. Juli 1934 veröffentlicht.

## Handlung
Ollie leidet an Gicht, weshalb ihm sein Hausarzt eine Reise ins Hochgebirge empfiehlt. Er soll sich dort zusammen mit Stan erholen und viel Gebirgswasser trinken. Unterdessen kommt es im Gebirge bei einer kleinen Hütte zu einer Schießerei zwischen der Polizei und einer Bande von Schwarzbrennern. Die Kriminellen können einen Teil des Schnapses in einem Brunnen entsorgen, bevor sie verhaftet werden. Stan und Ollie, die sich mit einem Wohnwagen inzwischen auf den Weg in die Berge gemacht haben, finden die Hütte verlassen vor und bleiben dort mit ihrem Wohnwagen. Sie bereiten sich eine Mahlzeit zu, wobei Ollie das mit dem Alkohol vermischte Wasser aus dem Brunnen nimmt. Das Ehepaar Hall betritt den Wohnwagen und bittet um Benzin, da ihr Wagen liegengeblieben ist. Mrs. Hall bleibt im Wohnwagen und trinkt mit Stan und Ollie zusammen das hochprozentige Brunnenwasser, während Mr. Hall seinen liegengebliebenen Wagen wieder auftankt und holt. Als er zurückkehrt, findet er seine Frau betrunken vor. Es kommt zu einer Auseinandersetzung mit Stan und Ollie. Während diese dabei das Aussehen von Mr. Hall ruinieren und ihm unter anderem seine Haare abschneiden, rächt er sich, indem er ihren Wohnwagen abkuppelt. Durch die ungleichmäßige Gewichtsverteilung in seinem Inneren kippt der Wohnwagen nach einer Seite. Dadurch rutschen Stan und Ollie mitsamt dem Mobiliar nach hinten durch die Wand nach draußen. In der Folge übergießen die beiden Campingfreunde den aufgebrachten Mr. Hall mit Honig und federn ihn. Der wie ein merkwürdiger Vogel aussehende Mr. Hall übergießt schließlich das Hinterteil von Ollie mit Petroleum und entzündet es. Um das Feuer zu löschen, springt Ollie in den Brunnen, doch der Alkohol im Brunnen entzündet sich und Ollie wird herausgeschleudert. Er landet mit dem Kopf nach unten im Boden, während Stan vollkommen unversehrt daneben steht.

## Hintergrund
Der Film wurde zwischen dem 11. und dem 20. Juni 1934 in der Nähe des Santa Ynez Valley gedreht. Während der Dreharbeiten sorgte Nebel für Probleme, sodass die Produktion zeitweise in den Hal Roach Studios weitergehen musste. Viele der Gags im Film entstanden spontan am Set. Das Lied, welches Ollie im Film singt, heißt The Old Spinning Wheel.
Mae Busch und Charlie Hall nahmen ihre Rollen in den Kurzfilm Die besudelte Ehre ein Jahr später wieder auf, womit es eine lose Fortsetzung dieses Filmes ist. Dass ein Film des Komikerduos auf einen anderen Film der beiden Bezug nimmt, kommt bis auf diese beiden Filme kaum vor. Busch und Hall spielten auch in weiteren Filmen der beiden mit. So spielte Mae Busch mehrfach Ollies Ehefrau, zum Beispiel in ihrem Langfilm Die Wüstensöhne. Charlie Hall ist in fast 50 Filmen des Komikerduos zu sehen und war damit ihr häufigster Nebendarsteller. Auch Billy Gilbert, der hier den Arzt verkörperte, spielte in fast einem Dutzend Filmen mit dem Komikerduo.

## Deutsche Fassungen
- Die erste Fassung entstand 1953 bei Elite-Film in Berlin unter dem Titel Der Zauberbrunnen. Walter Bluhm sprach Stan Laurel und Herbert A. E. Böhme Oliver Hardy. Eduard Wandrey ist als Ollies Arzt zu hören.[3]
- 1961 erstellte die Münchner Beta-Technik eine weitere Fassung unter dem Titel Dick und Doof machen eine Kur. Die Dialoge stammten von Wolfgang Schick, Regie führte Manfred R. Köhler und die Musik steuerte Conny Schumann bei. Walter Bluhm sprach erneut Stan und Arno Paulsen lieh Ollie seine Stimme.[3]

## Kritiken
Das Fernsehmagazin prisma gab dem Film vier von fünf Sternen und schrieb: „Dieser Film ist ein besonders gutes Beispiel für das Improvisationsvermögen der beiden Komiker. (...) So wundert es nicht, dass hier am Ende der Rastplatz einem Schlachtfeld gleicht.“